# Fermín Garrido
Fermín Garrido Quintana (Logroño 9 de noviembre de 1868 – Granada, 28 de enero de 1936) fue un médico y político español, catedrático de Cirugía y rector de la Universidad de Granada, y alcalde de Granada.

## Biografía

### Formación
Llegó de niño a Granada al ser trasladado su padre como catedrático de la Facultad de Filosofía y Letras de la Universidad de Granada.
Tras estudiar en el Instituto de Enseñanza Secundaria, donde obtuvo el título de bachiller en 1883 en la rama de Ciencias con premio extraordinario, ingresó en la Universidad de Granada, cursando la carrera de Medicina y Cirugía, licenciatura que obtuvo en 1889 con calificación de sobresaliente y cuyo doctorado alcanzó en 1889 con una tesis titulada Fístulas congénitas o braquiales del cuello. Siendo estudiante de último año de Medicina ingresó como alumno interno en la clase de Técnica Anatómica en la que permaneció hasta un año después de licenciarse. En la misma universidad cursó también la carrera de Filosofía y Letras, por imposición de su padre, catedrático de aquella facultad.

### Trayectorias profesional, docente y política
Profesor auxiliar interino de la Facultad de Medicina de la Universidad de Granada durante el curso 1891-92.
Médico de Sanidad Militar por oposición (1893-1897).
Cirujano de la Beneficencia Provincial por oposición desde 1899.
Director de Trabajos Anatómicos en la Facultad de Medicina de la Universidad de Granada (1899-1902).
Profesor Clínico numerario por oposición (1902-1906).
Director de Museos y Trabajos Anatómicos (1906-1909).
Catedrático numerario de Técnica Anatómica por oposición (1909-1910).
Catedrático de Patología Quirúrgica (desde 1910).
Rector de la Universidad de Granada por nombramiento del 1 de febrero de 1924 permaneció en el ejercicio del cargo hasta el 31 de marzo de 1930.
De ideología conservadora y monárquico, fundó Acción Granadina, partido político que terminaría integrándose en Acción Popular  hasta su desaparición en 1937. Fue concejal y alcalde de Granada, el último en ejercer el cargo durante el reinado de Alfonso XIII.